# Piper decurrens
Piper decurrens är en pepparväxtart som beskrevs av C. Dc.. Piper decurrens ingår i släktet Piper och familjen pepparväxter. Inga underarter finns listade i Catalogue of Life.